# Co van Ledden Hulsebosch

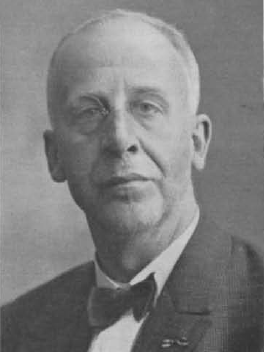
C.J. van Ledden Hulsebosch

Christiaan Jacobus (Co) van Ledden Hulsebosch (Amsterdam, 20 maart 1877 - aldaar, 18 april 1952) was een Nederlands forensisch onderzoeker, politiescheikundige en apotheker.
Zijn vader M.L.Q. van Ledden Hulsebosch was een bekend apotheker. Zoon Co doorliep het gymnasium in Amsterdam en Tiel waarna hij van 1897 tot 1902 farmacie studeerde aan de Universiteit van Amsterdam. In december 1902 behaalde hij het apothekersdiploma en rond die tijd nam hij de apotheek aan de Nieuwendijk van zijn vader over die in Den Haag benoemd was tot inspecteur van de volksgezondheid. Aan die apotheek was sinds januari 1883 een onderzoeksbureau verbonden. Zijn vader was vanaf 1885 herhaaldelijk belast geweest met justitieel onderzoek.
Begin maart 1902 kwam van de officier van justitie te Alkmaar telegrafisch een verzoek binnen voor zijn vader maar omdat deze voor een conferentie in Brussel was, werd de toen nog 24-jarige student met het onderzoek belast naar een zedenmisdrijf, wat hij met succes afrondde. Zo begon zijn carrière als forensisch onderzoeker. Zijn vader richtte zich bij justitieel onderzoek met name op vergiftigingen, inkt en 'visitekaartjes' die inbrekers achterlieten. In het begin hield ook C.J. van Ledden Hulsebosch zich (naast zijn apotheek) vooral bezig met soortgelijke zaken, maar na verloop van tijd verbreedde hij zijn werkterrein met ander onderzoek zoals verongelukte vliegtuigen, brandstichtingen en allerlei soorten moorden. Om zich verder te bekwamen in dit soort onderzoek studeerde hij onder andere bij het door professor R.A. Reiss van de Universiteit van Lausanne opgerichte Institut de police scientifique.
In 1910 stopte hij, tot groot verdriet van zijn vader, met de apotheek en richtte hij zich helemaal op wetenschappelijk onderzoek voor de industrie, particulieren en justitie. Voor zijn laboratorium kocht hij speciale apparatuur uit het buitenland of ontwierp hij zelf apparatuur. Zo was hij de eerste die in Nederland de beschikking had over een UV-lamp. In 1914 stichtte hij de eerste school voor wetenschappelijk politieonderzoek (de leer der sporen) en in 1916 volgde zijn aanstelling als politiescheikundige van de Amsterdamse recherche. Dat zou hij blijven tot hij per 1 juli 1950 stopte met werken. In 1923 werd hij daarnaast privaatdocent aan de faculteit der Rechtswetenschap van de Universiteit van Amsterdam, waar hij doceerde in de leer van de opsporing van het strafbaar feit. Verder was Van Ledden Hulsebosch gastdocent bij de Model-Politie-Vakschool (M.P.V.S.) te Hilversum en in 1929 medeoprichter en eerste voorzitter van de in Wenen gevestigde Academie Internationale de Criminalistique.
Tijdens de Tweede Wereldoorlog zou Van Ledden Hulsebosch documenten vervalst hebben, om zo Joodse landgenoten te kunnen laten aantonen dat zij niet-Joodse voorouders hadden, waardoor transport naar een concentratiekamp voorkomen zou kunnen worden. In 1945 verscheen zijn autobiografische boek Veertig jaren speurderswerk, uitgegeven bij de Utrechtse uitgeverij Kemink en Zoon (deels eigendom van hoofdcommissaris K.H. Broekhoff).
In 1952 overleed hij op 75-jarige leeftijd in zijn woonplaats Amsterdam aan de gevolgen van een hartaanval.

## In de media
De historische true crime podcastserie Moord Podcast besteedde meerdere keren aandacht aan Co van Ledden Hulsebosch, onder meer in de aflevering De eerste zaak van C.J. van Ledden Huslebosch en De stille getuigen van de Celebesstraat. 
Dick van den Heuvel schreef in samenwerking met Simon de Waal (onder de schrijversnaam 'Heuvel & De Waal') vier thrillers met C.J. van Ledden Hulsebosch als hoofdpersoon. Er komen in deze boeken ook andere personen voor die echt bestaan hebben, maar de verhalen zijn puur fictie.
- Moord in Tuschinski (Baarn, De Fontein, 2002, over het art-deco-theater Tuschinski)
- "De Wraak van de keizer (Baarn, De Fontein, 2003, over keizer Wilhelm II van Duitsland)
- Spelen met vuur (Baarn, De Fontein, 2004, over de Olympische Spelen van 1928)
- De Rembrandtcode (Baarn, De Fontein, 2003, waarin ook Albert Einstein en Hendrik Lorentz een rol spelen)

- Biografisch Portaal: 35045319
- International Standard Name Identifier: 0000 0003 9007 3731
- Nederlandse Thesaurus van Auteursnamen: 071569480
- Virtual International Authority File: 283594532